# 13049 Butov
13049 Butov este un asteroid din centura principală de asteroizi.

## Descriere
13049 Butov este un asteroid din centura principală de asteroizi. A fost descoperit pe 15 septembrie 1990 la Observatorul de Astrofizică din Crimeea de Liudmila Juravliova. Asteroidul prezintă o orbită caracterizată de o semiaxă mare de 2,58 ua, o excentricitate de 0,16 și o înclinație de 13,5° în raport cu ecliptica.